# Jerry Cantrell
Jerry Fulton Cantrell Jr. (wym. [ˈʤɛri ˈfʊltən kænˈtrɛl Jr.]; ur. 18 marca 1966 w Tacoma) – amerykański muzyk, kompozytor, gitarzysta, wokalista, autor tekstów i producent muzyczny. Współzałożyciel zespołu Alice in Chains. W latach 1998–2002 wydał dwa albumy solowe. Był także członkiem zespołu Ozzy’ego Osbourne’a w latach 2004–2005. Współpracował z takimi artystami jak Damageplan, Danzig, Deftones, Glenn Hughes, Gov’t Mule, Heart, Metal Church czy Metallica.
W roku 2004 amerykański miesięcznik Guitar World sklasyfikował Cantrella na 38. pozycji zestawienia „100 najlepszych metalowych gitarzystów w historii”. Ten sam magazyn, trzy lata później, zamieścił jego solo gitarowe z utworu „Man in the Box” na 77. miejscu zestawienia „100 najlepszych solówek gitarowych”. W czerwcu 2006 został laureatem nagrody Metal Hammer Golden Gods Award w kategorii „Riff Lord”, przyznawanej przez brytyjski miesięcznik Metal Hammer.

## Życiorys

### Młodość
Jerry Fulton Cantrell Jr. urodził się 18 marca 1966 w miejscowości Tacoma w stanie Waszyngton, jako syn weterana wojny wietnamskiej. Matka Gloria Jean Cantrell (1943–1987) (z domu Krumpos) amatorsko zajmowała się grą na organach. Ma dwóch braci oraz siostrę Cheri. Gdy miał 7 lat, jego rodzice rozwiedli się. Wraz ze starszym bratem trafił pod opiekę siostry matki. Drugi z braci – David, pozostał z ojcem. W trakcie trwania nauki w Bethel High School w miejscowości Spanaway w stanie Waszyngton, Cantrell udzielał się w chórze szkolnym, który często uczestniczył w wielu konkursach. Podczas ostatniego roku nauki, muzyk został przewodniczącym chóru. Kwartet wykonał także hymn Stanów Zjednoczonych podczas meczu koszykówki i zdobył główną nagrodę. W roku 1984, będąc na pierwszym roku studiów, Cantrell za namową swojego przyjaciela udał się do Dallas, gdzie rozpoczął pracę w Arnold & Morgan Music. W wolnych chwilach, spędzał czas w klubie Cardi’s w Houston, podpatrując lokalne zespoły muzyczne. „Mogliśmy palić cały dzień i grać na gitarach, ile nam się chciało. To była naprawdę świetna praca dla 19-latka” – komentował. W roku 1987 w wieku 43 lat z powodu choroby nowotworowej zmarła matka muzyka.
Wychował się na muzyce country, którą jak sam stwierdził w wywiadzie – zawsze podziwiał za sposób przekazywania emocji. W wieku 12 lat zaczął interesować się grą na gitarze, jednak dopiero 5 lat później zaczął poważnie podchodzić do gry na tym instrumencie. Pierwszą gitarę, kopię Fendera Mustanga otrzymał od kuzyna. W wieku 18 lat zagrał swój pierwszy koncert, występując ze szkolnym zespołem w interpretacji coverów z repertuaru Iron Maiden oraz Judas Priest. Za największe wpływy muzyczne z okresu dzieciństwa, muzyk wymienił takich wykonawców jak Black Sabbath, Heart, Jimi Hendrix oraz Queensrÿche.

### Działalność artystyczna
W roku 1986 Cantrell utworzył zespół muzyczny Diamond Lie, którego trzon stanowili wokalista Scott Damen, basista Matt Muasau oraz perkusista Bobby Nesbitt. Do grupy dołączył Mike Starr, udzielający się w glam metalowym zespole Gypsy Rose. Z formacją przez krótki czas współpracował także Cantrell. „Graliśmy tam razem przez chwilę, ale nas wykopali, bo nie mieliśmy dobrego sprzętu” – wspominał. W 1987 za pośrednictwem Nicka Pollocka, muzyk poznał wokalistę Layne’a Staleya, udzielającego się w lokalnym zespole Alice N’ Chains. „Wiedziałem, że ten głos należy do kolesia, z którym chcę grać. Brzmiał jak 150-kilogramowy harleyowiec, a nie jak chudy mały Layne” – wspominał Cantrell. W niedługim czasie zespół został skompletowany w składzie: Staley (śpiew), Cantrell (gitara), Starr (gitara basowa) oraz Sean Kinney (perkusja). W 1988 Cantrell sfinansował proces nagrywania albumu demo – The Treehouse Tapes.
W sierpniu 1990 muzycy wydali debiutancki album długogrający – Facelift, zrealizowany w London Bridge Studio w Seattle oraz Capitol Recording Studio w Hollywood. Produkcją zajął się Dave Jerden. Cantrell przyznał w jednym z wywiadów, że „album miał mieć ponurą aurę oraz być bezpośredni do panującej wówczas w Seattle atmosfery zadumy i stylu”. W ramach promocji, muzycy koncertowali aktywnie u boku takich wykonawców jak Extreme, Iggy Pop, Megadeth czy Van Halen. Latem 1991 zespół wystąpił w ramach amerykańskiej edycji trasy Clash of the Titans, pełniąc rolę supportu dla grup Anthrax, Megadeth oraz Slayer. Muzyk przyznał w wywiadzie dla San Antonio Express-News, że podczas trasy, wielokrotnie dochodziło do spięć z fanami grupy Slayer. „To była próba ognia. Nie było to łatwe, ale bywało nieraz zabawnie. Spędziliśmy wiele nocy grając, kiedy nad naszymi głowami latały różne przedmioty. Czasem bywało dość brutalnie. Ale to nie było w stanie nas zatrzymać” – relacjonował.

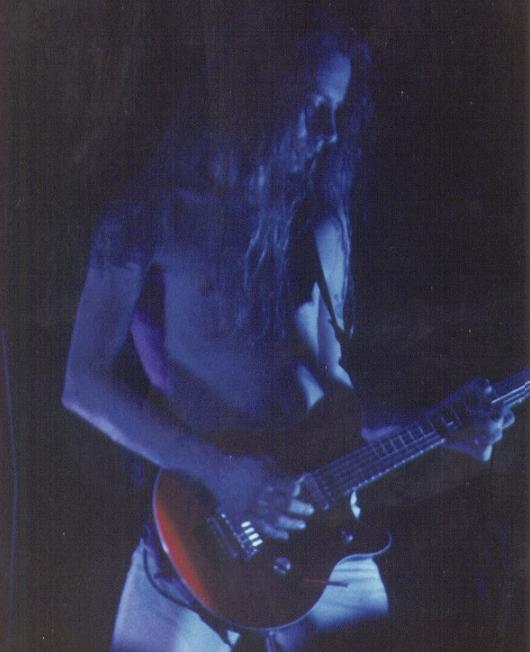
Jerry Cantrell podczas koncertu w Bostonie, 27 listopada 1992

Na początku 1992 zespół opublikował minialbum Sap, składający się z pięciu utworów utrzymanych w stylistyce muzyki akustycznej. „Staraliśmy się pokazać, że nie jesteśmy tylko zespołem metalowym. Choć gramy metal, to czasami lubimy grać także inne gatunki muzyki” – wspominał. We wrześniu tego samego roku, muzycy wydali drugi album studyjny – Dirt, którego warstwa liryczna w głównej mierze koncentrowała się na uzależnieniu narkotykowym wokalisty Layne’a Staleya. Cantrell przyznał, że proces nagrywania materiału, był jednym z najcięższych doświadczeń. Muzyk był pogrążony w depresji po śmierci swojej matki oraz wieloletniego przyjaciela, lidera formacji Mother Love Bone, Andrew Wooda. „Przechodziłem wówczas bardzo ciężki okres w swoim życiu, zresztą wszyscy w zespole przechodzili jakiś kryzys. Ale te wszystkie doświadczenia wykorzystaliśmy na albumie, dzięki czemu jest on taki intensywny i szczery. Po prostu wszyscy musieliśmy przez to przejść” – przyznawał. Zespół aktywnie promował album, występując między innymi jako gość specjalny na trasie Ozzy’ego Osbourne’a oraz w ramach festiwalu muzyki alternatywnej Lollapalooza.
W styczniu 1994 muzycy wydali drugi minialbum – Jar of Flies, będący zapisem siedmiu kompozycji, utrzymanych w stylistyce muzyki akustycznej, alternatywnej oraz blues-rocka . Z powodu pogłębiających się konfliktów wewnątrz zespołu, w połowie 1994 muzycy podjęli decyzję o zawieszeniu działalności koncertowej. „Byliśmy jak cztery rośliny, próbujące rosnąć w tej samej doniczce” – relacjonował Cantrell. 13 sierpnia wystąpił gościnnie w utworze „Harold of the Rocks” zespołu Primus, podczas koncertu na festiwalu w Woodstock.
Na początku 1995 muzyk przymierzał się do nagrania solowego projektu. W tym celu współpracował między innymi z Joshem Sniderem – perkusistą zespołu TAD czy Normanem Scottem z Gruntruch. Ostatecznie materiał trafił do Alice in Chains, nad którym Cantrell pracował z Inezem oraz Kinneyem Wiosną do zespołu dołączył Layne Staley. Efektem ponad czteromiesięcznej pracy był album Alice in Chains, wydany 7 listopada 1995 . W czasie wydania płyty, zarówno Staley, jak i Cantrell, częstokrotnie byli głównym tematem dla wielu pism. Z powodu wewnętrznych problemów wewnątrz zespołu oraz odwoływaniu tras koncertowych, na temat muzyków, w prasie często pojawiały się różnego rodzaju plotki, informujące między innymi o śmierci obu artystów. „Tworzyły się na nasz temat różnego rodzaju plotki, które dochodziły także do nas. Wiele razy słyszałem, że jestem martwy, tak samo było w przypadku Layne’a. Dodatkowo często mówiono, że Layne stracił palce albo nogi – przyznawał.

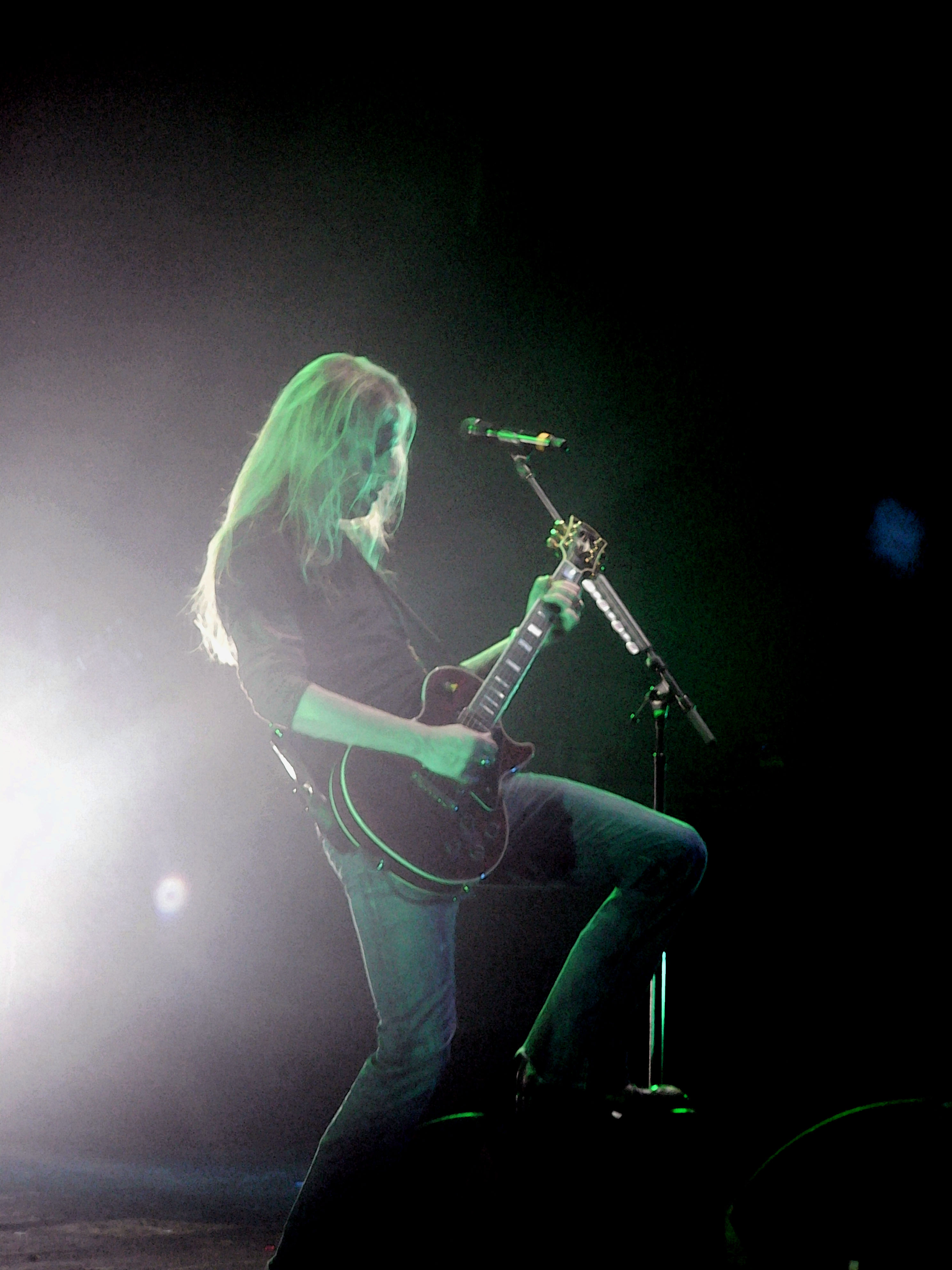
Jerry Cantrell podczas koncertu w Brixton Academy, 7 grudnia 2009

10 kwietnia 1996 zespół po raz pierwszy od 7 stycznia 1994 wystąpił na żywo. Koncert miał miejsce w Majestic Theatre w Brooklyn Academy of Music w Nowym Jorku i odbył się w ramach popularnego cyklu MTV Unplugged. Zarejestrowany występ ukazał się na albumie koncertowym Unplugged .
W maju ukazał się singel gitarzysty z utworem „Leave Me Alone”. Kompozycja została skomponowana na potrzeby ścieżki dźwiękowej do filmu Telemaniak w reżyserii Bena Stillera. Na przełomie czerwca i lipca, zespół otwierał występy Kiss w ramach Alive/Worldwide Tour. Ostatni koncert ze Staleyem miał miejsce 3 lipca w Kemper Arena w Kansas City.
W 1998 Cantrell rozpoczął karierę solową. 7 kwietnia wydał debiutancki album – Boggy Depot, który przyniósł zmianę stylistyki brzmieniowej. W ramach promocji materiału, od czerwca do września, Cantrell występował wraz z formacją Days of the New jako support przed zespołem Metallica w ramach trasy Poor Re-Touring Me Tour. Jesienią, powrócił wraz z członkami Alice in Chains do studia, by zarejestrować dwa premierowe utwory na potrzeby albumu kompilacyjnego. Staley nie pojawił się na pierwszej sesji, co doprowadziło do konfliktu z Cantrellem. Proces nagrań został dokończony w Seattle pod okiem Toby’ego Wrighta i inżyniera dźwięku Bryana Carlstroma.
Pod koniec 2001 gitarzysta rozpoczął prace nad drugim albumem studyjnym. W nagraniach udział wzięli także Mike Bordin i Robert Trujillo. Materiał był nagrywany w różnych studiach nagraniowych na terenie Los Angeles. Początkowo Cantrell chciał zatrudnić w roli producenta Dave’a Jerdena, lecz pomysł ten nie doszedł do skutku. Ostatecznie gitarzysta sam zajął się produkcją, z niewielką pomocą Jeffa Tomei. W trakcie przygotowań do wydania albumu, wytwórnia Columbia, która pierwotnie miała wydać album, nie zapłaciła rachunków za studio. Aby móc kontynuować pracę, Cantrell zastawił swój dom. „Musiałem odnaleźć się w tej nowej dla mnie sytuacji, jako nowy artysta, spotykać się z różnymi ludźmi z różnych firm fonograficznych, słysząc jak powtarzają w kółko – tak, kochamy cię, kochamy to, co stworzyłeś – i dalej nic się nie działo. Po jakimś czasie było to dość zniechęcające” – wyznał. Premiera Degradation Trip odbyła się 18 czerwca 2002. Album został w całości poświęcony pamięci Layne’a Staleya, który zmarł w kwietniu po dziesięciu latach walki z nałogiem narkotykowym. Cantrell, promując płytę, występował na koncertach u boku Creed i Nickelback.
W 2004 współpracował z formacją The Cult. Wraz z gitarzystą zespołu Billym Duffy założył cover band o nazwie Cardboard Vampyres. Grupa zadebiutowała na koncercie Sweet Relief Musicians Fund w The Troubadour w kwietniu. Zespół na swoich występach prezentował głównie covery takich wykonawców jak AC/DC, Aerosmith, Black Sabbath, Led Zeppelin czy The Stooges. Skład zespołu prócz Cantrella i Duffy’ego uzupełnili wokalista John Corabi, basista Chris Wyse oraz perkusista Josh Howser. Kwintet grywał wzdłuż Zachodniego Wybrzeża. W 2005 Cantrell dołączył do zespołu Ozzy’ego Osbourne’a, z którym zrealizował dwa albumy – Prince of Darkness oraz Under Cover. Na obu płytach zagrał na gitarze.

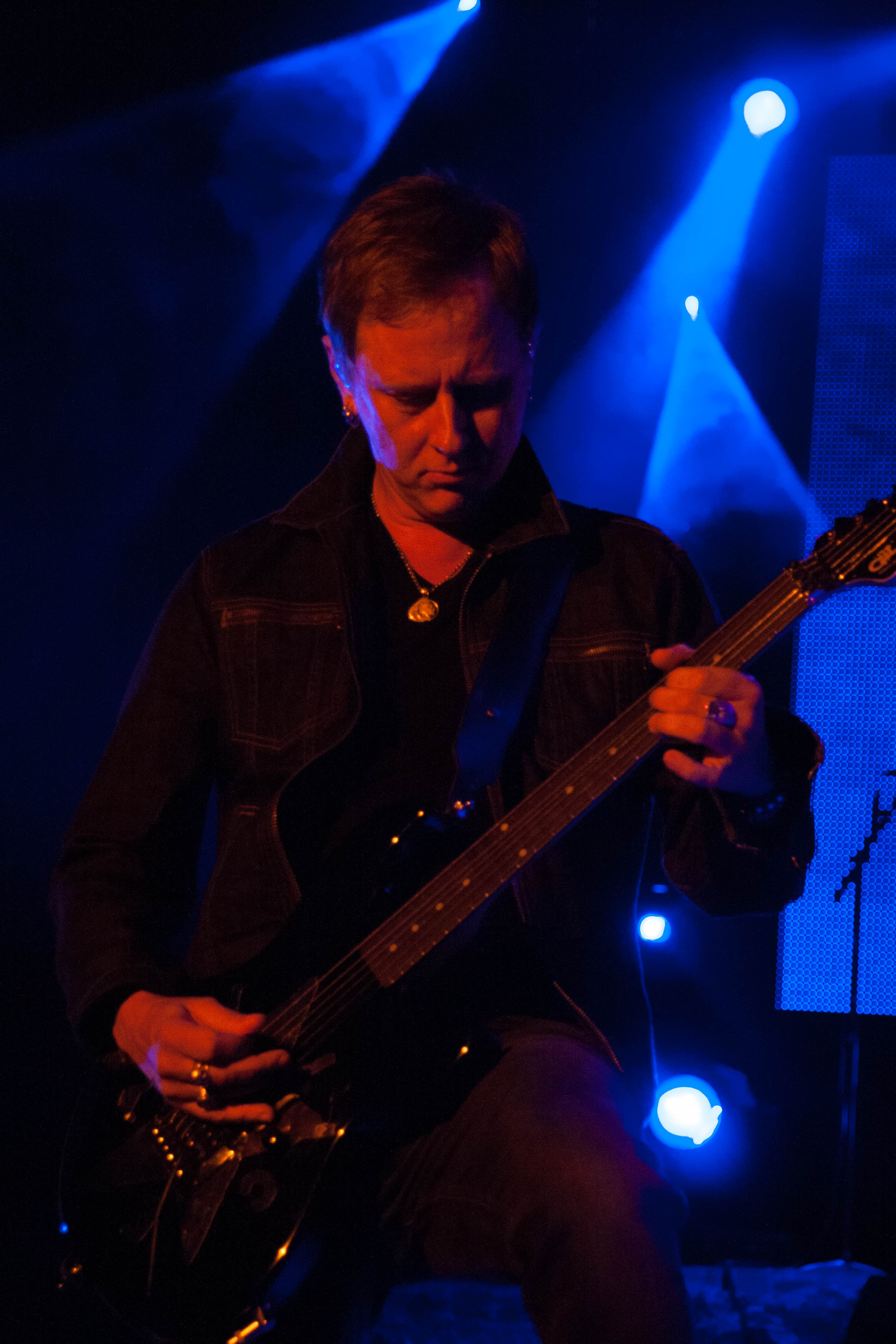
Jerry Cantrell podczas Uproar Festival, 17 sierpnia 2013

W tym samym roku, wraz z Inezem oraz Kinneyem, Cantrell wziął udział w koncercie charytatywnym na rzecz ofiar Tsunami z 2004 roku. Rok później skład formacji został uzupełniony o wokalistę Williama DuValla, który występował w koncertowym zespole Cantrella.
9 sierpnia 2008 Cantrell wystąpił na festiwalu Ozzfest w duecie wokalnym z Pearl Aday oraz z gościnnym udziałem Scotta Iana (gitara), Mike’a Ineza (gitara basowa) i Larsa Ulricha (perkusja), wykonując utwór „Wish You Were Here” z repertuaru Pink Floyd, w hołdzie dla tragicznie zmarłego Dimebag Darella.
29 września 2009 ukazał się nowym album Alice in Chains – Black Gives Way to Blue. W tym samym roku, wraz z gitarzystą Anthrax, Scottem Ianem, Cantrell otworzył klub Dead Man’s Hand w Las Vegas. W 2011 muzyk wraz z zespołem rozpoczął pracę nad nowym albumem studyjnym. Sesja nagraniowa została opóźniona, ponieważ gitarzysta musiał poddać się operacji barku. 9 grudnia wziął udział w obchodach 30-lecia istnienia grupy Metallica. Koncert odbył się w The Fillmore w San Francisco. Muzyk wystąpił gościnnie w utworach „For Whom the Bell Tolls”, „Seek & Destroy” (gdzie zagrał na gitarze), „Nothing Else Matters”, który wykonał w duecie z Jamesem Hetfieldem oraz wystąpił obok Gary’ego Rossingtona, Jima Martina oraz Peppera Keenana w utworze „Tuesday’s Gone” z repertuaru Lynyrd Skynyrd.
W maju 2012 Cantrell otrzymał nagrodę Stevie Ray Vaughan Award, podczas uroczystości jaka odbyła się w Nokia Club w Los Angeles. Jest ona przyznawana przez organizację non-profit znaną pod nazwą MusiCares, założoną „w celu zapewnienia zdrowia i medycznej opieki potrzebującym muzykom”. 18 kwietnia 2013 Cantrell wystąpił w Nokia Theatre L.A. Live w Los Angeles, podczas ceremonii wprowadzenia zespołu Heart do Rock and Roll Hall of Fame. Muzyk wystąpił gościnnie w utworze „Barracuda” obok Chrisa Cornella, Mike’a McCready’ego oraz Dave’a Grohla. 28 maja ukazał się piąty studyjny album formacji – The Devil Put Dinosaurs Here.
15 maja 2015 muzyk wziął udział w drugiej edycji Acoustic-4-A-Cure, odbywającej się w Nob Hill Masonic Center w San Francisco. Cantrell wykonał utwory „Brother” z repertuaru Alice in Chains, cover Pink Floyd „Wish You Were Here” oraz „Dead Flowers” The Rolling Stones. Wystąpił również w duecie z Jamesem Hetfieldem w kompozycji „(Don’t Fear) The Reaper” z repertuaru amerykańskiej grupy Blue Öyster Cult oraz „Mama Said” zespołu Metallica.
19 listopada muzyk wystąpił w EMP Musem w Seattle, na specjalnym koncercie, będącym hołdem złożonym dla gitarzysty Led Zeppelin, Jimmy’ego Page’a, który został uhonorowany nagrodą EMP Founders Award. Cantrell wystąpił w kompozycjach „When the Levee Breaks”, „Living Loving Maid (She’s Just a Woman)”, „No Quarter” oraz „How Many More Times”. Wziął udział także w wykonaniu kompozycji „Rock and Roll”, która została zagrana ze wszystkimi uczestnikami koncertu, wśród których byli między innymi Duff McKagan, Kim Thayil, Krist Novoselic, Paul Rodgers oraz William DuVall. 20 listopada Cantrell wystąpił gościnnie podczas koncertu The Cult w Hollywood Palladium. Muzyk zagrał na gitarze w utworze „The Phoenix”.

## Technika gry, inspiracje, wyróżnienia

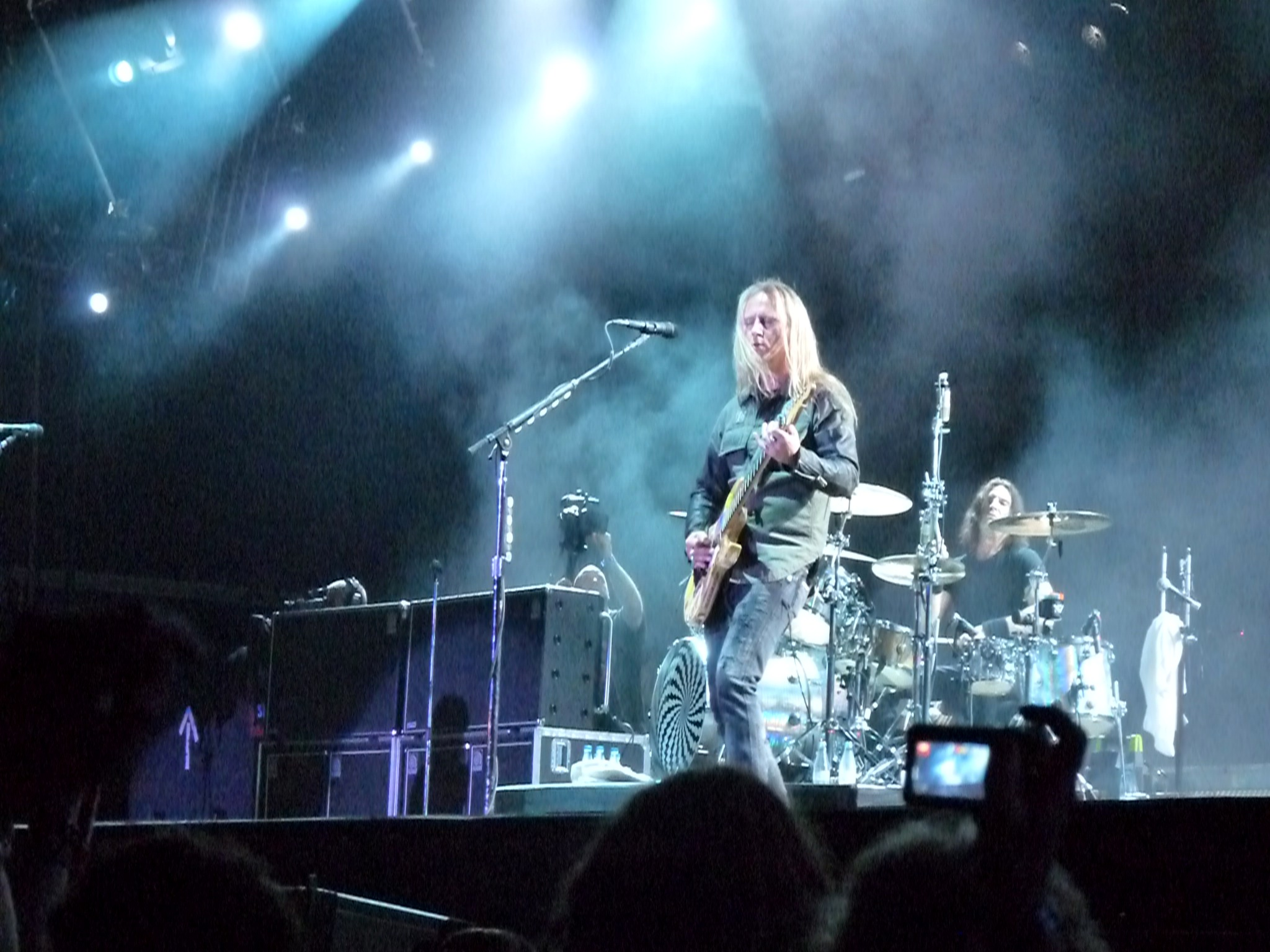
Jerry Cantrell podczas koncertu w Bilbao, 9 lipca 2010

Styl gry Cantrella, inspirowany w dużej mierze grą Tony’ego Iommiego z Black Sabbath, charakteryzuje się powolnymi i ciężkimi partiami gitarowych riffów, które są elementem charakterystycznym stylu Alice in Chains. Podczas solowej kariery, gitarzysta poszerzył swoje horyzonty muzyczne o takie gatunki jak blues czy country, szczególnie zauważalne na albumie Boggy Depot. Podczas gry na gitarze, muzyk znany jest z częstego używania efektu gitarowego wah-wah oraz korzystania z różnych innych odrębnych aspektów rytmicznych, takich jak nieparzyste metrum. Stephen Thomas Erlewine z serwisu AllMusic, określił styl Cantrella jako „oparty na mocnych gitarowych riffach i perforowanych teksturach, tworzący wolne rytmy w niższej jakości” . Do jego inspiracji muzycznych należą tacy wykonawcy jak: AC/DC, Black Sabbath, Elton John, Iron Maiden, Judas Priest, Led Zeppelin, Metallica, Pink Floyd, The Eagles czy Van Halen. Wśród gitarzystów, którzy mieli znaczący wpływ na kształtowanie się stylu gry na gitarze, Cantrell wymienił takich artystów jak: Angus Young, Brad Whitford, David Gilmour, Eddie Van Halen, Glenn Tipton, Jimmy Page, Joe Perry, K.K. Downing czy Tony Iommi.
W udzielonym w roku 1995 wywiadzie dla Guitar International, gitarzysta Pantery, Dimebag Darrell wyraził duży podziw dla gry Cantrella. Muzyk został także wymieniony w gronie najlepszych rockowych/metalowych gitarzystów, w zestawieniach przygotowywanych przez magazyny Classic Rock oraz Guitar World. W czerwcu 2006, podczas gali odbywającej się w londyńskiej Astorii, Cantrell został laureatem Metal Hammer Golden Gods Award w kategorii „Riff Lord”, przyznawanej przez miesięcznik Metal Hammer. W drodze o tytuł, pokonał takich muzyków jak James Hetfield, Jimmy Page, Michael Amott oraz Slash.
Jego solo gitarowe z utworu „Man in the Box”, zostało docenione w wielu rankingach muzycznych. Polski miesięcznik Gitarzysta napisał: „Cantrell gra prosty, oparty na oktawach riff, do głosu, którego dochodzi szalony wah oraz oryginalnie tłumione dźwięki. Prostymi środkami udało mu się osiągnąć powalający efekt”.

## Instrumentarium

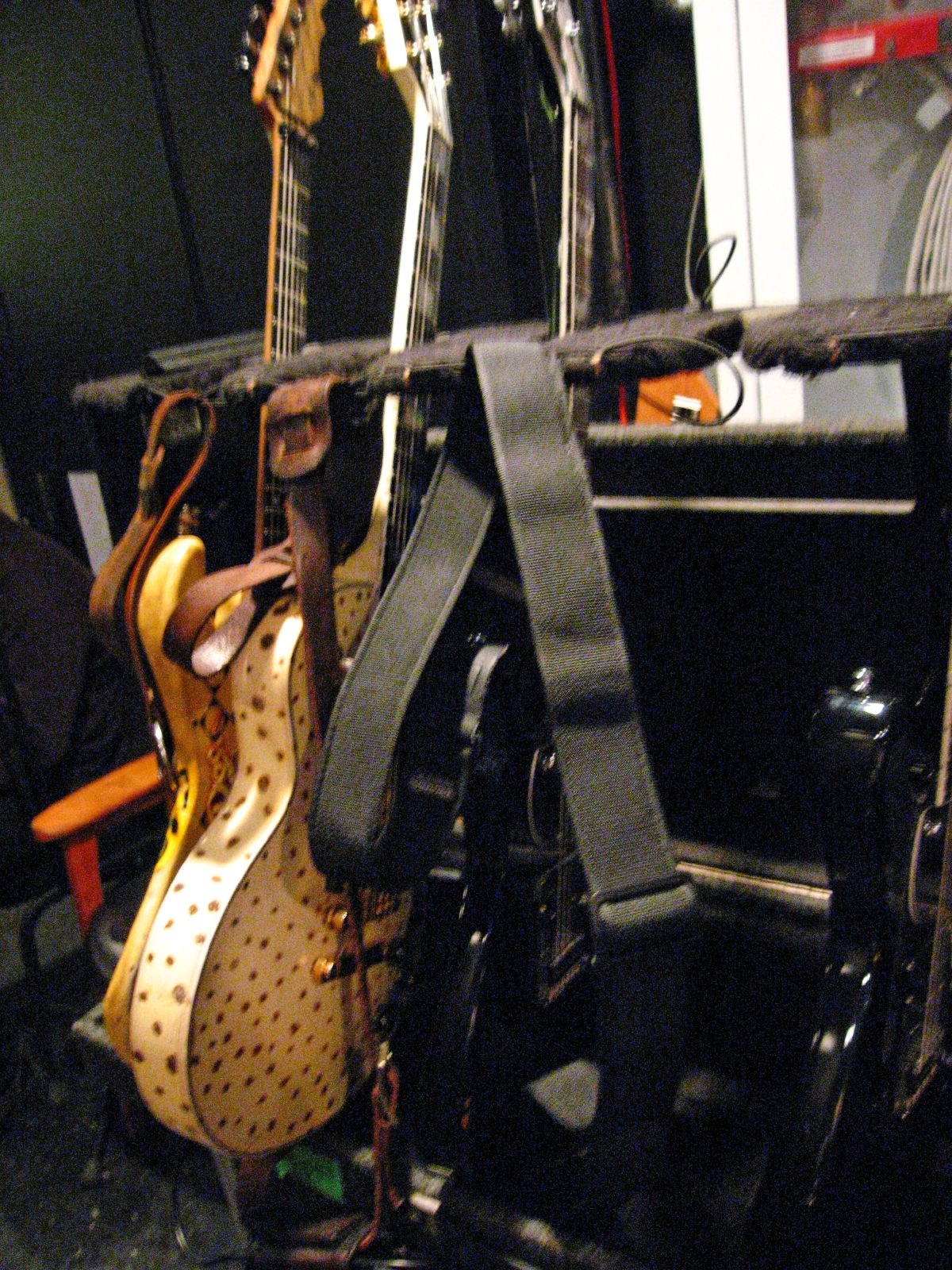
Instrumenty Jerry’ego Cantrella

Od pierwszych lat działalności Alice in Chains, Cantrell używa gitar firmy G&L – modele Rampage (nazwane „Blue Dress” oraz „No War”) (6 strun). W roku 2009 w wyniku wieloletniej współpracy, na rynku ukazał się sygnowany nazwiskiem muzyka model gitary – G&L Rampage Jerry Cantrell Signature Model Electric Guitar (6 strun), który dostępny jest w dwóch kolorach – białym i czarnym (podstrunnica wykonana z hebanu, gryf z klonu a korpus z miękkiego klonu). Firma G&L wydała także drugi model sygnowany nazwiskiem muzyka – G&L Superhawk. Cantrell korzysta również z gitar marki Gibson, wykorzystując takie modele jak Les Paul Custom, SG oraz Flying V. Muzyk korzysta także między innymi z takich marek jak Dean (modele Soltero i Michael Schenker Dean V), Fender (modele Stratocaster oraz Telecaster) czy Music Man/Ernie Ball Van Halen podarowaną przez Eddiego Van Halena , która została wykorzystana w teledysku do utworu „Angry Chair” .
Cantrell najczęściej używa niskiego strojenia E, które w jednym z wywiadów określił mianem „standardowego”, przy komponowaniu utworów zespołu. Wykorzystując sześciostrunowe modele gitary G&L Rampage („Blue Dress”), muzyk stosuje schemat strojenia Eb, Ab, Db, Gb, Bb, Eb, z wykorzystaniem strun Dunlop 10-46. Grając na modelu G&L Rampage („No War”), gitarzysta stosuje nieco bardziej alternatywne rozwiązanie Db, Ab, Db, Gb, Bb, Eb z wykorzystaniem tych samych strun. Grając na czarnym modelu Gibson Les Paul Custom lub białym Lush Custom, Cantrell stosuje identyczny schemat strojenia co przy użyciu G&L Rampage „Blue Dress”.
Muzyk używa wzmacniaczy i kolumn głośnikowych firmy Bogner (które stosuje od czasów albumu Facelift z 1990), Marshall oraz Peavey . W 1998, w okresie kariery solowej, Cantrell często używał modelu gitary Gibson Les Paul Junior, podarowanego przez gitarzystkę zespołu Heart, Nancy Wilson, przesteru firmy Pro Co, modelu RAT2 Pedal oraz wzmacniaczy gitarowych Soldano SLO100 Super Lead Overdrive Head, Bogner Shiva oraz Peavey 5150. W trakcie koncertów w 2002, często korzystał z pedała elektronicznego Dunlop JD-4S Rotovibe Expression Pedal oraz tunera chromatycznego Boss TU-2. Muzyk znany jest ze swojego zamiłowania do podłogowego efektu wah-wah („kaczki”). W latach 90. wraz z Kirkiem Hammettem, był jednym z głównych zwolenników używania tego typu efektu. W 2010 firma Dunlop, z którą Cantrell współpracuje od lat, przygotowała efekt gitarowy – Jerry Cantrell JC95 Crybaby. Wah-wah sygnowany nazwiskiem gitarzysty, pozwala na dostrojenie ustawień dynamiki i częstotliwości oraz posiada zmodyfikowane układy tworzenia talk boxa. Cantrell używa strun gitarowych Dean Markley oraz Dunlop.

### Sprzęt
Opracowano na podstawie materiału źródłowego:
| G&L Rampage Jerry Cantrell Signature |
| --- |
| - konstrukcja: Bolt On – szyjka wkręcana w korpus - korpus: Miękki klon - gryf: Klon - podstrunnica: Heban - radius podstrunnicy: 13,75" - siodełko: 44,45 mm - klucze: G&L z przełożeniem 18:1 - mostek: Kahler 4000 X-Trem tremolo - pickupy: jeden humbucker Custom Wound Jerry Cantrell Alnico V - regulacja: Volume - kolor: Ivory, Black |

| Gitary - G&L ASAT Special - G&L Rampage - G&L Superhawk - Gibson Les Paul Custom - Gibson SG - Gibson Flying V - Gibson Les Paul '52 GoldTop - Gibson Les Paul Seventies GoldTop Standard - Gibson Les Paul Junior - Gibson ES-335 - Dean USA Soltero - Michael Schenker Dean V - Fender Stratocaster - Fender Telecaster - Music Man/Ernie Ball Van Halen - Lush Custom (biała) - Hamer - Danelectro Bari Gitary akustyczne - Guild JF30 - Guild D50 - Takamine (6-strunowa) - Taylor - Martin D-35 - Line 6 Variax Wzmacniacze i kolumny głośnikowe - Peavey 5150 - Fender Twin Reverb - Bogner Shiva - Bogner Alchemist - Bogner Ubershall - Bogner Fish - Bogner Celestion V30 - Mesa/Boogie Dual Rectifier Prototype - Marshall 1960B 4×12 - Hiwatt Custom Lead 30 - Vox AC30 | Efekty - Dunlop Cry Baby JC95 (sygnowany model) - Dunlop GCB-95 - Dunlop JH-1 - Dunlop DB-01 - Dunlop Rotovibe - Digitech Whammy Pedal - Dunlop Heil Talk box - Digital Music Corp Ground Control Pro - Electro Harmonix Big Muff Pi - Ibanez TS808HW Tube Screamer - ISP Decimator - MXR EVH Flanger - MXR Bass Octave Plus - MXR Smart Gate (x2) - BOSS CH-1 Super Chorus - BOSS CE-5 Chorus Ensemble - BOSS TR-2 Tremolo - BOSS TU-2 Chromatic Tuner - Eventide TimeFactor - Xotic AC Plus - Eventide TimeFactor - Voodoo Lab Pedal Power 2 Plus - Shure UL - Whirlwind Rack Multi Selector - RJM Effects Gizmo - Tone Freak Effects Buff Puff - Digital Music Corp. Ground Control GCX - Dunlop Crybaby 535Q Multi-Wah Pedal - Palmer pga05 Struny - Dean Markley 2554s - Dunlop electric strings.010-.046 gauge Kostki gitarowe - Dunlop Tortex 1.14mm - Dunlop Tortex.88mm - Dunlop Tortex.50mm Pitch Black |

## Dyskografia

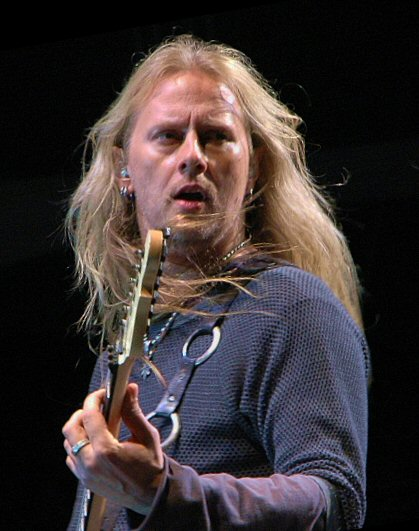
Jerry Cantrell podczas koncertu w Seattle, 5 stycznia 2007

Albumy solowe
| Album                       | Rok  | Uwagi                                            | Źródło |
| --------------------------- | ---- | ------------------------------------------------ | ------ |
| Boggy Depot                 | 1998 | śpiew, gitary, instrumenty klawiszowe, produkcja | [ 40 ] |
| Degradation Trip            | 2002 | śpiew, gitary, produkcja                         | [ 45 ] |
| Degradation Trip Vol. 1 & 2 | 2002 | śpiew, gitary, produkcja                         | [ 85 ] |

Single
| Singel           | Rok  | Uwagi                              | Źródło |
| ---------------- | ---- | ---------------------------------- | ------ |
| „Leave Me Alone” | 1996 | śpiew, gitary, talk box, produkcja | [ 37 ] |

Ozzy Osbourne
| Album                              | Rok  | Uwagi  | Źródło |
| ---------------------------------- | ---- | ------ | ------ |
| Ozzy Osbourne – Prince of Darkness | 2005 | gitary | [ 6 ]  |
| Ozzy Osbourne – Under Cover        | 2005 | gitary | [ 6 ]  |

Inne
| Album                                    | Rok  | Uwagi                                                                                    | Źródło |
| ---------------------------------------- | ---- | ---------------------------------------------------------------------------------------- | ------ |
| Metal Church – Hanging in the Balance    | 1993 | gościnnie gitara w utworze „Gods of Second Chance”                                       | [ 6 ]  |
| Circus of Power – Magic & Madness        | 1993 | gościnnie gitara i śpiew w utworze „Heaven & Hell”, produkcja                            | [ 6 ]  |
| Danzig – Blackacidevil                   | 1996 | gościnnie gitary i śpiew w utworach „See All You Were”, „Come to Silver”, „Hand of Doom” | [ 6 ]  |
| Pigeonhed – The Full Sentence            | 1997 | gościnnie gitara w utworze „Marry Me”                                                    | [ 6 ]  |
| Metallica – Garage Inc.                  | 1998 | gościnnie gitara akustyczna, wokal wspierający w coverze „Tuesday’s Gone”                | [ 86 ] |
| Gov’t Mule – The Deep End, Vol. 1        | 2001 | gościnnie wokal wspierający w utworze „Effigy”                                           | [ 6 ]  |
| Nickelback – Live at Home                | 2002 | gościnnie śpiew i gitara prowadząca w utworze „It Ain’t Like That”                       | [ 6 ]  |
| Heart – Jupiters Darling                 | 2004 | gościnnie gitara w utworze „Fallen Ones”                                                 | [ 6 ]  |
| Damageplan – The Punisher: The Album     | 2004 | gościnnie śpiew w utworze „Ashes to Ashes”                                               | [ 87 ] |
| Glenn Hughes – Music for the Divine      | 2007 | gościnnie gitary w coverze „Misty Mountain Hop”                                          | [ 6 ]  |
| Stevie Salas – Sun and the Earth, Vol. 1 | 2007 | gościnnie gitara w utworze „Soul Ecstasy”                                                | [ 6 ]  |
| Pearl Aday – Little Immaculate White Fox | 2010 | gościnnie śpiew i gitara w utworze „Anything”                                            | [ 88 ] |
| Richie Kotzen – 24 Hours                 | 2011 | gościnnie wokal wspierający w utworze „Love is Blind”                                    | [ 6 ]  |
| Duff McKagan – How to Be a Man           | 2015 | gościnnie gitara w utworze „How to Be a Man”                                             | [ 89 ] |
| Deftones – Gore                          | 2016 | gościnnie gitara w utworze „Phantom Bridge”                                              | [ 90 ] |

Tribute Albumy
| Album          | Rok  | Uwagi                                                                        | Źródło |
| -------------- | ---- | ---------------------------------------------------------------------------- | ------ |
| Twisted Willie | 1996 | śpiew i gitara akustyczna w utworze „I’ve Seen all This World I Care to See” | [ 91 ] |

## Filmografia
| Tytuł                                        | Rok  | Uwagi                                                      | Źródło |
| -------------------------------------------- | ---- | ---------------------------------------------------------- | ------ |
| Hard ‘N’ Heavy Volume 16                     | 1991 | film dokumentalny, reżyseria: Anita Clearfield, David Carr | [ 92 ] |
| Cowboys from Hell: The Videos                | 1991 | film dokumentalny, reżyseria: Paul Rachman                 | [ 92 ] |
| Samotnicy                                    | 1992 | film obyczajowy, reżyseria: Cameron Crowe                  | [ 92 ] |
| The Nona Tapes                               | 1995 | mockument, reżyseria: Rocky Schenck                        | [ 92 ] |
| Jerry Maguire                                | 1996 | dramat, reżyseria: Cameron Crowe                           | [ 92 ] |
| W domu u...                                  | 2004 | reality-show, odc. 34                                      | [ 92 ] |
| Rock Slyde                                   | 2009 | komedia, reżyseria: Chris Dowling                          | [ 92 ] |
| Pearl Jam Twenty                             | 2011 | film dokumentalny, reżyseria: Cameron Crowe                | [ 92 ] |
| Cry Baby: The Pedal that Rocks the World     | 2011 | film dokumentalny, reżyseria: Max Baloian, Joey Tosi       | [ 92 ] |
| Turn It UP!                                  | 2013 | film dokumentalny, reżyseria: Robert Radler                | [ 92 ] |
| The Life, Blood and Rhythm of Randy Castillo | 2014 | film dokumentalny, reżyseria: Wynn Ponder                  | [ 93 ] |
| Slash: Raised on the Sunset Strip            | 2014 | film dokumentalny, reżyseria: Martin Atkins                | [ 92 ] |

## Nagrody i wyróżnienia
| Rok  | Kategoria             | Tytułem        | Nagroda                         | Nota      | Źródło |
| ---- | --------------------- | -------------- | ------------------------------- | --------- | ------ |
| 2006 | Riff Lord             | Jerry Cantrell | Metal Hammer Golden Gods Awards | Laur      | [ 9 ]  |
| 2010 | Riff Lord             | Jerry Cantrell | Metal Hammer Golden Gods Awards | Nominacja | [ 94 ] |
| 2013 | Guitarist of the Year | Jerry Cantrell | Loudwire Music Awards           | Nominacja | [ 95 ] |
| 2014 | Guitarist of the Year | Jerry Cantrell | Revolver Golden Gods Awards     | Nominacja | [ 96 ] |

Wyróżnienia indywidualne
| Rok  | Kraj              | Miejsce publikacji | Nazwa rankingu                                                     | Pozycja | Źródło |
| ---- | ----------------- | ------------------ | ------------------------------------------------------------------ | ------- | ------ |
| 2004 | Stany Zjednoczone | Guitar World       | „100 najlepszych metalowych gitarzystów w historii”                | 38      | [ 7 ]  |
| 2007 | Stany Zjednoczone | Guitar World       | „100 najlepszych solówek gitarowych”                               | 77      | [ 8 ]  |
| 2007 | Wielka Brytania   | Classic Rock       | „100 najdzikszych gitarowych herosów”                              | 74      | [ 72 ] |
| 2010 | Stany Zjednoczone | gibson.com         | „25 najlepszych gitarzystów”                                       | 11      | [ 97 ] |
| 2012 | Stany Zjednoczone | Guitar World       | „100 najlepszych metalowych gitarzystów wszech czasów”             | 37      | [ 73 ] |
| 2015 | Stany Zjednoczone | loudwire.com       | „50 najlepszych hardrockowych i metalowych gitarzystów w historii” | 38      | [ 98 ] |